# Claus Ocker
Claus Ocker (* 20. Dezember 1923 in Verden (Aller); † 25. November 2015) war ein deutscher Sänger klassischer Musik und Hochschullehrer in der Stimmlage Bariton.

## Leben
Claus Ocker, Sohn von Carola Ocker, geborene Gibon, und des Kaufmanns Georg Ocker, besuchte bis 1942 das Neue Gymnasium in Bremen, wo er auch sein Abitur erhielt. Er wurde während des Zweiten Weltkrieges von 1942 von 1945 als Soldat in der Wehrmacht zum Kriegsdienst herangezogen. Nach dem Krieg absolvierte er von 1946 bis 1951 ein Musikstudium an der Musikhochschule Hamburg, wo er Schüler der Meisterklasse von O. Rees war. Von 1948 bis 1975 war Ocker freiberuflich als Konzertsänger tätig. 1952 erhielt er die Silbermedaille beim Concours international in Genf. Reisen mit Liederabenden und Konzerten führten ihn unter anderem in den Nahen Osten, nach Kanada, Japan, China und nach Indien. Als Liedsänger trat Ocker besonders mit deutschen Kunstliedern der Romantik auf. Ockers CD-Aufnahme des Liederzyklus Die schöne Müllerin, die er 1990 im Alter von 66 Jahren einspielte, erhielt sehr gute Kritiken. Das Opern- und Musikmagazin Orpheus, das Ockers Interpretation mit den späten Aufnahmen Ernst Haefligers verglich, sah in Ockers Aufnahme „eine Einspielung, die zum Hin- und Neuhören zwingt“.
Von 1969 bis 1975 unterrichtete er im Fach Konzertgesang am Konservatorium Bremen. Von 1975 bis 1989 war er in Hamburg Professor für Gesang an der (ab 1967 so genannten) Hochschule für Musik und darstellende Kunst. Er lebte in Seedorf. Ab 1987 übernahm Ocker auch verschiedenen Gastprofessuren, unter anderem an der St. Jose State University in Kalifornien, sowie an Universitäten im China und Japan. Bis 1993 hatte er außerdem Lehraufträge an verschiedenen Universitäten, unter anderem an der Osaka Ongaku Daigaku, der Musikhochschule von Osaka.
Ocker war Gründungsmitglied im Bundesverband Deutscher Gesangspädagogen und Ehrenmitglied der japanischen Hugo-Wolf-Gesellschaft und der japanischen Franz-Schubert-Gesellschaft.
Claus Ocker war evangelisch, ab 1953 mit Marion Ocker, geborene Böhlke, verheiratet und hatte zwei Kinder (Michael und Corinna).

## Werke (Auswahl)

### Tondokumente
- Innsbruck. EMI-Electrola, Köln 1982 (Produktion: 1962)
- Heinrich Schütz: Historia [von] der Geburt Jesu Christi. EMI-Electrola, Köln 1982
- Valentin Rathgeber: [Ohren-vergnügendes und Gemüth-ergötzendes Tafel-Confect (Auswahl)] Augsburger Tafelkonfekt. Carus-Verlag, Vertrieb: Disco-Center, Stuttgart / Kassel [1985]
- Franz Schubert: Die schöne Müllerin. Kissing und Wildner, Hamburg; Vertrieb: Fono-Schallplattengesellschaft, Münster (Westfalen) [1990]
- Franz Schubert: Die Winterreise. Kissing und Wildner, Hamburg; Vertrieb: Fono-Schallplattengesellschaft, Münster (Westfalen) [1991]
- Lieder von Erich Böhlke. Mitschnitt der jap. Hugo-Wolf-Gesellschaft, Tokyo [2002]

### Buchveröffentlichung
- Soldat im Zweiten Weltkrieg. Thema con variazioni. (Erzählen ist erinnern, Band 28), Volksbund Deutsche Kriegsgräberfürsorge, Kassel 2004